# Johan Brunström
Johan Brunström (Fiskebäckskil, 3 april 1980) is een Zweeds tennisser. Hij is prof sinds 2005 en is voornamelijk actief in het herendubbeltennis. Van zijn tien gespeelde finales verloor Brunström er negen. Alleen in 2010 wist hij met zijn partner Jarkko Nieminen het toernooi van Gstaad te winnen.

## Palmares

### Dubbelspel
| Nr.                           | Datum             | Toernooi         | Ondergrond    | Partner            | Tegenstanders in finale                     | Score                  | Details |
| ----------------------------- | ----------------- | ---------------- | ------------- | ------------------ | ------------------------------------------- | ---------------------- | ------- |
| Gewonnen finales heren dubbel |                   |                  |               |                    |                                             |                        |         |
| 1.                            | 1 augustus 2010   | ATP Gstaad       | Gravel        | Jarkko Nieminen    | Marcelo Melo Bruno Soares                   | 6-3, 6-7(4), [11-9]    | Details |
| 2.                            | 25 mei 2013       | ATP Nice         | Gravel        | Raven Klaasen      | Juan Sebastian Cabal Robert Farah           | 6-3, 6-2               | Details |
| 3.                            | 22 september 2013 | ATP Metz         | Hardcourt (i) | Raven Klaasen      | Nicolas Mahut Jo-Wilfried Tsonga            | 6-4, 7-6(5)            | Details |
| 4.                            | 5 januari 2014    | ATP Chennai      | Hardcourt     | Frederik Nielsen   | Marin Draganja Mate Pavić                   | 6-2, 4-6, [10-7]       | Details |
| 5.                            | 13 juli 2014      | ATP Båstad       | Gravel        | Nicholas Monroe    | Jeremy Chardy Oliver Marach                 | 4-6, 7-6(5), [10-7]    | Details |
| Verloren finales heren dubbel |                   |                  |               |                    |                                             |                        |         |
| 1.                            | 13 juli 2008      | ATP Båstad       | Gravel        | Jean-Julien Rojer  | Jonas Bjorkman Robin Soderling              | 2-6, 2-6               | Details |
| 2.                            | 12 oktober 2008   | ATP Stockholm    | Hardcourt (i) | Michael Ryderstedt | Jonas Bjorkman Kevin Ullyett                | 1-6, 3-6               | Details |
| 3.                            | 10 mei 2009       | ATP Belgrado     | Gravel        | Jean-Julien Rojer  | Łukasz Kubot Oliver Marach                  | 2-6, 6-7(3)            | Details |
| 4.                            | 21 juni 2009      | ATP Rosmalen     | Gras          | Jean-Julien Rojer  | Wesley Moodie Dick Norman                   | 6-7(3), 7-6(8), [5-10] | Details |
| 5.                            | 2 augustus 2009   | ATP Umag         | Gravel        | Jean-Julien Rojer  | František Čermák Michal Mertiňák            | 4-6, 4-6               | Details |
| 6.                            | 27 september 2009 | ATP Boekarest    | Gravel        | Jean-Julien Rojer  | František Čermák Michal Mertiňák            | 2-6, 4-6               | Details |
| 7.                            | 24 oktober 2010   | ATP Stockholm    | Hardcourt (i) | Jarkko Nieminen    | Eric Butorac Jean-Julien Rojer              | 3-6, 4-6               | Details |
| 8.                            | 15 januari 2011   | ATP Auckland     | Hardcourt     | Stephen Huss       | Marcel Granollers Tommy Robredo             | 4-6, 6-7(6)            | Details |
| 9.                            | 10 juli 2011      | ATP Newport      | Gras          | Adil Shamasdin     | Matthew Ebden Ryan Harrison                 | 6-4, 3-6, [5-10]       | Details |
| 10.                           | 23 september 2012 | ATP Metz         | Hardcourt (i) | Frederik Nielsen   | Nicolas Mahut Edouard Roger-Vasselin        | 6-7(3), 4-6            | Details |
| 11.                           | 12 januari 2013   | ATP Auckland     | Hardcourt     | Frederik Nielsen   | Colin Fleming Bruno Soares                  | 6-7(1), 6-7(2)         | Details |
| 12.                           | 10 februari 2013  | ATP Montpellier  | Hardcourt (i) | Raven Klaasen      | Marc Gicquel Michaël Llodra                 | 3-6, 6-3, [9-11]       | Details |
| 13.                           | 29 september 2013 | ATP Kuala Lumpur | Hardcourt (i) | Tomasz Bednarek    | Jamie Murray John Peers                     | 3-6, 6-3, [6-10]       | Details |
| Gewonnen finales challengers  |                   |                  |               |                    |                                             |                        |         |
| 1.                            | 22 juli 2007      | Toljatti         | Hardcourt     | Mohammad Ghareeb   | Ivan Cerovic Pierrick Ysern                 | 7-6(4), 4-6, [13-11]   |         |
| 2.                            | 5 augustus 2007   | Tampere          | Gravel        | Mohammad Ghareeb   | Jukka Kohtamaki Mika Purho                  | 6-2, 7-6(5)            |         |
| 3.                            | 23 maart 2008     | Sarajevo         | Hardcourt (i) | Frederik Nielsen   | Alexander Peya Lovro Zovko                  | 6-4, 7-6(4)            |         |
| 4.                            | 6 juli 2008       | Cordoba          | Hardcourt     | Jean-Julien Rojer  | James Cerretani Dick Norman                 | 6-4, 6-3               |         |
| 5.                            | 27 juli 2008      | Poznań           | Gravel        | Jean-Julien Rojer  | Santiago Giraldo Alberto Martín             | 4-6, 6-0, [10-6]       |         |
| 6.                            | 1 februari 2009   | Iquique          | Gravel        | Jean-Julien Rojer  | Pablo Cuevas Horacio Zeballos               | 6-3, 6-4               |         |
| 7.                            | 7 juni 2009       | Prostějov        | Gravel        | Jean-Julien Rojer  | Pablo Cuevas Dominik Hrbatý                 | 6-2, 6-3               |         |
| 8.                            | 14 juni 2009      | Lugano           | Gravel        | Jean-Julien Rojer  | Pablo Cuevas Sergio Roltman                 | walk-over              |         |
| 9.                            | 5 juli 2009       | Braunschweig     | Gravel        | Jean-Julien Rojer  | Brian Dabul Nicolás Massú                   | 7-6(2), 6-4            |         |
| 10.                           | 10 april 2011     | Monza            | Gravel        | Frederik Nielsen   | Jamie Delgado Jamie Murray                  | 5-7, 6-2, [10-4]       |         |
| 11.                           | 7 augustus 2011   | Segovia          | Hardcourt     | Frederik Nielsen   | Nicolas Mahut Lovro Zovko                   | 6-2, 3-6, [10-6]       |         |
| 12.                           | 9 oktober 2011    | Bergen           | Hardcourt (i) | Ken Skupski        | Kenny De Schepper Edouard Roger-Vasselin    | 7-6(4), 6-3            |         |
| 13.                           | 29 januari 2012   | Heilbronn        | Hardcourt (i) | Frederik Nielsen   | Treat Huey Dominic Inglot                   | 6-3, 3-6, [10-6]       |         |
| 14.                           | 8 april 2012      | Barletta         | Gravel        | Dick Norman        | Jonathan Murray Igor Zelenay                | 6-4, 7-5               |         |
| 15.                           | 22 april 2012     | Sarasota         | Gravel        | Izak Van der Merwe | Martin Emmrich Andreas Siljeström           | 6-4, 6-1               |         |
| 16.                           | 4 november 2012   | Genève           | Hardcourt (i) | Raven Klaasen      | Philipp Marx Florin Mergea                  | 7-6(2), 6-7(5), [10-5] |         |
| 17.                           | 27 januari 2013   | Heilbronn        | Hardcourt (i) | Raven Klaasen      | Jordan Kerr Andreas Siljeström              | 6-3, 0-6, [12-10]      |         |
| 18.                           | 17 februari 2013  | Quimper          | Hardcourt (i) | Raven Klaasen      | Jamie Delgado Ken Skupski                   | 3-6, 6-2, [10-3]       |         |
| 19.                           | 2 november 2014   | Genève           | Hardcourt (i) | Nicholas Monroe    | Oliver Marach Philipp Oswald                | 5-7, 7-5, [10-6]       |         |
| 20.                           | 12 juli 2015      | Winnetka         | Hardcourt     | Nicholas Monroe    | Sekou Bangoura Frank Dancevic               | 4-6, 6-3, [10-8]       |         |
| 21.                           | 4 oktober 2015    | Tiburon          | Hardcourt     | Frederik Nielsen   | Carsten Ball Matt Reid                      | 7-6(2), 6-1            |         |
| 22.                           | 18 oktober 2015   | Fairfield        | Hardcourt     | Frederik Nielsen   | Dustin Brown Carsten Ball                   | 6-3, 5-7, [10-5]       |         |
| 23.                           | 15 november 2015  | Knoxville        | Hardcourt (i) | Frederik Nielsen   | Sekou Bangoura Matt Seeburger               | 6-1, 6-2               |         |
| 24.                           | 10 januari 2016   | Bangkok          | Hardcourt     | Andreas Siljeström | Gero Kretschmer Alexander Satschko          | 6-3, 6-4               |         |
| 25.                           | 24 januari 2016   | Manilla          | Hardcourt     | Frederik Nielsen   | Francis Casey Alcantara Christopher Rungkat | 6-2, 6-2               |         |
| 26.                           | 17 april 2016     | Barletta         | Gravel        | Andreas Siljeström | Flavio Cipolla Rogério Dutra Silva          | 0-6, 6-4, [10-8]       |         |
| 27.                           | 15 mei 2016       | Bordeaux         | Gravel        | Andreas Siljeström | Guillermo Durán Máximo González             | 6-1, 3-6, [10-4]       |         |

## Prestatietabel
| Legenda | Legenda                          |
| ------- | -------------------------------- |
| g.t.    | geen toernooi gehouden           |
| l.c.    | lagere categorie                 |
| –       | niet deelgenomen                 |
| G       | uitgeschakeld in de groepsfase   |
| 1R      | uitgeschakeld in de eerste ronde |
| 2R      | uitgeschakeld in de tweede ronde |
| 3R      | uitgeschakeld in de derde ronde  |
| 4R      | uitgeschakeld in de vierde ronde |
| KF      | uitgeschakeld in de kwartfinale  |
| HF      | uitgeschakeld in de halve finale |
| F       | de finale verloren               |
| W       | het toernooi gewonnen            |
| w-v     | winst/verlies-balans             |

### Dubbelspel
| Grandslamtoernooien   |       |               |               |               |       |               |               |               |         |
| Australian Open       | –     | –             | 3R            | 1R            | –     | 1R            | 2R            | 1R            | 3-5     |
| Roland Garros         | 1R    | 2R            | 1R            | 1R            | 1R    | 1R            | 1R            | 1R            | 1-8     |
| Wimbledon             | 2R    | 2R            | 1R            | 1R            | 2R    | 1R            | 2R            | –             | 15-14   |
| US Open               | 1R    | 1R            | 1R            | 1R            | 1R    | 1R            | 1R            | –             | 0-8     |
| Winst-verlies         | 1-3   | 2-3           | 2-4           | 0-4           | 1-3   | 0-4           | 2-4           | 0-2           | 8-27    |
| Tennis Masters Cup    |       |               |               |               |       |               |               |               |         |
| ATP World Tour Finals | –     | –             | –             | –             | –     | –             | –             | –             | 16-14   |
| ATP Masters 1000      |       |               |               |               |       |               |               |               |         |
| Indian Wells          | –     | –             | KF            | –             | –     | –             | –             | –             | 2-1     |
| Miami                 | –     | 1R            | 1R            | –             | –     | –             | –             | –             | 0-2     |
| Monte Carlo           | –     | –             | –             | –             | –     | –             | –             | –             | 0-0     |
| Hamburg               | –     | l.c.          | l.c.          | l.c.          | l.c.  | l.c.          | l.c.          | l.c.          | 0-0     |
| Rome                  | –     | –             | 1R            | –             | –     | –             | –             | –             | 0-1     |
| Madrid                | –     | –             | 1R            | –             | –     | –             | –             | –             | 0-1     |
| Montréal/Toronto      | –     | –             | –             | –             | –     | –             | –             | –             | 0-0     |
| Cincinnati            | –     | –             | –             | –             | –     | –             | –             | –             | 0-0     |
| Shanghai              | l.c.  | –             | –             | –             | –     | –             | –             | –             | 0-0     |
| Parijs                | –     | 2R            | –             | –             | –     | –             | –             | –             | 1-1     |
| Olympische Spelen     |       |               |               |               |       |               |               |               |         |
| Olympische Spelen     | –     | geen toernooi | geen toernooi | geen toernooi | 2R    | geen toernooi | geen toernooi | geen toernooi | 1-1     |
| Statistieken          |       |               |               |               |       |               |               |               |         |
| Totaal aantal titels  | 0     | 0             | 1             | 0             | 0     | 2             | 2             | 0             | 5       |
| Totaal winst-verlies  | 10-10 | 18-21         | 21-26         | 8-17          | 11-18 | 29-16         | 19-19         | 4-14          | 122-245 |
| Eindejaarsranking     | 74    | 42            | 63            | 91            | 71    | 46            | 55            | 112           |         |